# Sessea farinosa
Sessea farinosa là loài thực vật có hoa trong họ Cà. Loài này được (Urb. & Ekman) Francey miêu tả khoa học đầu tiên năm 1933.